# Manuel Gómez Carrillo
Manuel Gómez Carrillo (Santiago del Estero, 18 de marzo de 1883 - ibídem, 17 de marzo de 1968) fue un músico, compositor, actor y recopilador argentino de notable trayectoria.

## Carrera
Hijo de Doroteo Gómez y de Carmen Carrillo, desde muy pequeño y terminadas sus primeras letras en Santiago, ingresó en el Seminario conciliar de Salta, luego, a los 15 años, pasó al de Catamarca, donde actuó como pianista e instructor de coros. Termina sus estudios en el Colegio Nacional en Santiago, y va a Buenos Aires para estudiar en la Escuela Industrial de la Nación; al volver a su provincia, tomó lecciones con el concertista Moreira de Saa y con Alfredo Grandi. Su orientación era la música clásica, pero se vio intrigado por el movimiento tradicionalista y en su repertorio figuraba el Pericón del boceto lírico Por María, de Antonio Podestá.
Hacia 1916 obtuvo el título de Profesor Superior de Piano en Buenos Aires. Conoció al pianista Roque Arias oyéndole tocar gatos y chacareras, y había llegado a sus manos el Primer Álbum de don Andrés Chazarreta.
En uno de sus viajes a Tucumán, el dueño de Casa Breyer, don Julio Alberto Castillo le aconsejó que se dedicara a la música popular. El rector de la Universidad Nacional de Tucumán - Juan B. Terán -, Ernesto Padilla y Juan Heller, se reunieron con Gómez Carrillo para proponerle la recopilación primer Álbum de Chazarrera (1916), y le pidieron que entregara un plan para la "recopilación y popularización de la música nativa santiagueña".
Las circunstancias lo llevan a Jujuy en 1919 donde comenzó la colección planeada. Al volver a Santiago y hasta 1920, había realizado una pequeña compilación que dejó bastante contentos a los propulsores de Tucumán. Presentó su obra en la Sociedad Sarmiento y luego en el teatro Odeón. El doctor Estanislao Zeballos lo invita a la alta tribuna del Instituto Popular de Conferencias de Buenos Aires, allí, el 17 de septiembre de 1920, ante más de 400 personas y con prólogo del doctor Ernesto Padilla y del mismo Zeballos, presentó su Música Nativa del norte argentino.
En la audición actuaron los cantantes Emma Ferrán y Antonio Lipiz y el violinista Pedro Cinquegrani, Gómez Carrillo tocó el piano. Fue todo un éxito; así presentó los dos únicos álbumes Danzas y Cantos Regionales del Norte Argentino, Buenos Aires, Ricordi, 1920 y 1923, donde presentó 41 obras para piano, canto y piano y violín con piano.
Entre otras de sus intervenciones están la creación del ex Instituto Nacional de la Tradición, y la creación del Cuarteto Gómez Carrillo, integrado por sus hijos Manuel, Julio Alberto, Jorge y Carmen.
Fue profesor de Música en el Colegio Nacional y en la Escuela Normal de Santiago del Estero. Profesor de música y Regente del Profesorado Nacional de Música de la Escuela Nº 2 "Juan María Gutiérrez" de Rosario. 
Su hija, la gran pianista Inés Gómez Carrillo, fue la principal difusora de su obra pianistica en Argentina, Europa y Estados Unidos, de la que realizó un registro discográfico para el sello Tradition.
Entre las danzas y canciones folklóricas recopiladas, tenemos:
- Dos palomitas (huayno).
- Rapsodia santiagueña (obra para piano estrenada en París); La Salamanca (ballet).
- La Telesita (composición lírico-coreográfica).
- Fiesta criolla (suite sinfónica).
- Impresiones de mi tierra y Fiesta criolla.
- Romanza Gaucha.
- Sumaj.
- Vidala del regreso.
- Alma Quichua.
- Que linda sois.
- Impresiones de mi tierra.
- Suite de danza regionales.
- Danza del cuervo.[6]
- Nativa.[7]

## Filmografía
Como músico:
- 1948: Don Bildigerno en Pago Milagro, junto con Fernando Ochoa, Eduardo Cuitiño y Horacio Priani.

Como intérprete:
- 1957: Las campanas de Teresa, encabezado por Laura Hidalgo, Jorge Rivier y el español Manuel Perales.[8]